# Tetyana Riabchenko
Tetyana Riabchenko (Zhitomerskaya, 28 de agosto de 1989) es una ciclista profesional ucraniana. Debutó como profesional con el Forno d'Asolo en junio del 2009, equipo donde permaneció más años y consiguió su mayor éxito: el Tour de la Isla de Chongming Copa del Mundo 2013. Tras la desaparición de dicho equipo en 2014 corrió como amateur con el DNA Cycling p/b K4 (corriendo las pruebas profesionales de El Salvador) y con la Selección de Ucrania (corriendo la prueba profesional de la Gracia-Orlová) hasta que a mediados de dicho año ascendió de nuevo al profesionalismo con el S.C. Michela Fanini-Rox.

## Palmarés
2011
- Campeonato de Ucrania Contrarreloj

2013
- Tour de la Isla de Chongming Copa del Mundo

2014
- Campeonato de Ucrania Contrarreloj
- Campeonato de Ucrania en Ruta

2015
- 2.ª en el Campeonato de Ucrania Contrarreloj
- Campeonato de Ucrania en Ruta

2016
- Kiev Olimpic Ring Women Race
- Horizon Park Women Challenge
- 3.ª en el Campeonato de Ucrania Contrarreloj

2017
- 3.ª en el Campeonato de Ucrania Contrarreloj
- 2.ª en el Campeonato de Ucrania en Ruta

2019
- 2.ª en el Campeonato de Ucrania Contrarreloj

## Resultados en Grandes Vueltas y Campeonatos del Mundo
Durante su carrera deportiva ha conseguido los siguientes puestos en las Grandes Vueltas femeninas y en los Campeonatos del Mundo en carretera:
| Carrera              | Carrera              | 2009 | 2010 | 2011 | 2012 | 2013 | 2014 | 2015 | 2016 | 2017 | 2018 | 2019 |
| -------------------- | -------------------- | ---- | ---- | ---- | ---- | ---- | ---- | ---- | ---- | ---- | ---- | ---- |
|                      | Giro de Italia       | Ab.  | 70.ª | 23.ª | 42.ª | ―    | 12.ª | 13.ª | 12.ª | Ab.  | ―    | ―    |
|                      | Tour de l'Aude       | ―    | ―    | X    | X    | X    | X    | X    | X    | X    | X    | X    |
|                      | Grande Boucle        | 26.ª | X    | X    | X    | X    | X    | X    | X    | X    | X    | X    |
| Mundial en Ruta      | Mundial en Ruta      | ―    | ―    | 62.ª | ―    | 36.ª | 28.ª | Ab.  | ―    | ―    | Ab.  | ―    |
| Mundial Contrarreloj | Mundial Contrarreloj | ―    | ―    | 41.ª | ―    | ―    | 20.ª | ―    | ―    | ―    | ―    | ―    |

―: no participa

Ab: abandono

X: ediciones no celebradas

## Equipos
- Forno d'Asolo (2009[3]-2013)
  - USC Chirio Forno d'Asolo (2009)[3]
  - ASC Chirio Forno d'Asolo (2010)
  - Colavita-Forno d'Asolo (2011)
  - Forno d'Asolo-Colavita (2012)
  - Chirio Forno d'Asolo (2013)
- S.C. Michela Fanini-Rox (2014)[4]
- Inpa Bianchi (2015-2016)
  - Team Inpa Sottoli Bianchi Giusfredi (2015)
  - Inpa-Bianchi (2016)
- Lensworld-Kuota (2017)
- Doltcini-Van Eyck Sport (2018-2019)